# 罗伯特·瓦尔泽
罗伯特·瓦尔泽（1878年4月15日—1956年12月25日），瑞士德语作家。瓦尔泽被認為是海因里希·馮·克萊斯特和法蘭茲·卡夫卡之間缺少的一環。正如美國作家蘇珊·桑塔格所著，在瓦尔泽写作时，更有可能是卡夫卡透過瓦尔泽的稜鏡被理解，例如羅伯特·穆齊爾曾經將卡夫卡的作品稱為“瓦尔泽型別的特殊案例”。

## 生平

#### 1878-1897
罗伯特·瓦尔泽父亲名为阿道尔夫·瓦尔泽（1833-1914）是个手艺匠，专长为图书装订，母亲名为伊丽莎白·瓦尔泽（1839-1894），瓦尔泽的父亲阿道尔夫·瓦尔泽在比尔拥有一家纸品和画框加工店。罗伯特·瓦尔泽在八个孩子中排行第七。他的哥哥卡尔·瓦尔泽是一名小有名气的舞台设计师和画家。罗伯特·瓦尔泽从小生活在比尔的德语和法语混杂区，在那里接受小学和初中教育，在双语环境下长大。但由于家庭无法支付学费，瓦尔泽只能在初中毕业前被迫辍学。瓦尔泽童年的时候特别喜爱话剧，他最喜欢的一部作品是席勒狂飙突进时期的剧作《强盗》。对此，瓦尔泽的哥哥卡尔曾给弟弟罗伯特画过一副水彩肖像画，在这张画里，少年瓦尔泽扮演着席勒《强盗》戏剧中的强盗卡尔·摩尔。
瓦尔泽的母亲患有一种当时被称为“情绪病”的心理疾病，大女儿丽莎·瓦尔泽对母亲进行了长期照料，1894年，瓦尔泽母亲去世。根据瑞士日耳曼学者彼得·冯·马特的研究，瓦尔泽对其母亲的依赖性在很大程度上影响到了他的文学创作。1892年至1895年间，瓦尔泽在比尔的一家伯尔尼州立银行当学徒，之后他在巴塞尔短暂工作过。接着他于1895年前往德国斯图加特，当时他的哥哥卡尔住在那里。在斯图加特，瓦尔泽一边在德国出版业协会广告部当书记员，一边跟着一家话剧院的女演员学艺，试图成为一名话剧演员，但未获成功。他旋即徒步走回瑞士，并于1896年9月底在苏黎世做了户籍登记。在苏黎世的几年里，罗伯特·瓦尔泽常常变换工作位置，但主要还是在各种机构里当办公文秘和抄写员。瓦尔泽日后将自己的职业生涯写进了文学作品，成为德语作家中最早书写小职员（Kommis）族类的作家之一。

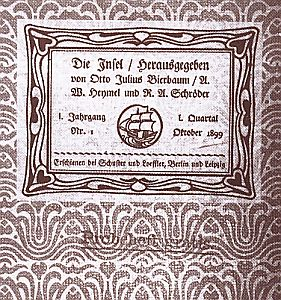
文学杂志《岛屿》（Die Insel）创刊号（1899年10月）的封面截图。在这一期中刊登了罗伯特·瓦尔泽的四首诗歌。

#### 1898–1912
1898年，著名的文学批评家和伯尔尼联盟日报文艺副刊主编约瑟夫·维克多·魏德曼在《联盟日报》的星期日副刊上发表了瓦尔泽的六首诗歌。这引起了著名德语文学批评家，维也纳现代派理论奠基人之一弗朗兹·布莱对瓦尔泽的关注，并把这位初出茅庐的青年诗人引入了一群以青年风格为特点，围绕在文学杂志《岛屿》（Die Insel）周边的作家圈子里。在那里，瓦尔泽结识了弗兰克·韦德金德（Franz Wedekind）、马克斯·道腾代、奥托·尤利乌斯·比尔鲍姆等青年维也纳作家。不久，瓦尔泽在《岛屿》杂志上连续发表了诗歌、短剧和一些小品文（Prosastück）。
尽管瓦尔泽总是不断地更换住址，但至1905年，他主要居住在苏黎世。期间，他也在图恩、索罗图恩，温特图尔、慕尼黑以及姐姐丽莎·瓦尔泽居住的托伊费伦短暂地生活过。1903年，他结束了瑞士军队预备役训练班的军训，那年夏天，他前往苏黎世近郊威登斯维尔一个叫卡尔·杜布勒的工程师和发明家事务所当帮工，这段经历日后成了小说《帮手》的素材。1904年，瓦尔泽的第一部作品《弗利茨·考赫的作文集》（Fritz Kochers Aufsätze）在岛屿出版社出版。1905年初，瓦尔泽前往柏林参加一个仆人培训班的培训。暮夏时分，仆人培训班结束，他于同年秋天前往上西里西亞的一座名为达姆布劳（Schloss Dambrau）的贵族宫殿当了几个月的仆人。这段经历日后出现在他多部文学作品中，特别是出现在1909年发表的长篇日记体小说《雅考伯·冯·贡腾》中。1908年，他以杜布勒工程师事务所为素材的长篇小说《帮手》（Der Gehülfe）问世。
1906年初，罗伯特·瓦尔泽再次前往柏林，当时他的哥哥卡尔在柏林从事绘画、图书封面设计和舞台美术方面的工作。当时，卡尔在柏林的艺术家圈内小有名气，这恰给弟弟罗伯特打开了一扇通往文学、戏剧和出版商的大门。期间，罗伯特·瓦尔泽曾在柏林分离派艺术家协会当秘书，并因此结识了著名的出版商萨姆埃尔·费舍尔（Samuel Fischer）、布鲁诺·卡西尔（Bruno Cassirer）、企业家瓦尔特·拉腾纳（Walther Rathenau）和演员亚历山大·穆瓦西（Alexander Moissi）。
罗伯特·瓦尔泽在柏林开始从事小说创作，他先是在六个星期内完成了长篇小说《唐纳兄妹》（Geschwister Tanner）的写作，这部小说于1907年正式出版；第二部长篇小说《帮手》于1908年也在柏林问世，1909年，日记体小说《雅考伯·冯·贡腾》问世。这三部长篇小说均在布鲁诺·卡西尔出版社得以出版，责任编辑为克里斯蒂安·莫根施特恩。除了小说创作之外，瓦尔泽在此期间还写下了许多小品文，在这些小品文中，瓦尔泽不仅游戏语言，而且还塑造了“闲逛者”（Flaneur）角色，并且从贫困潦倒的闲逛者视角出发，描写了许多柏林大众聚集地场景，如柏林著名的站立啤酒广场“阿欣格尔”（Aschinger）、游艺场（Gebirgshallen）等。瓦尔泽的长篇小说和小品文在出版之前均发表在当时著名的文学刊物上，或者在这些刊物上连载，如专门刊登话剧剧本和批评的文学周刊《舞台》（Die Schaubühne）、欧洲最古老的文学杂志《新观察》（Die Neue Rundschau）、《未来》（Die Zukunft）、文艺月刊《莱茵大地》（Die Rheinlande）以及《新苏黎世报》和魏玛共和国时期重要的文学刊物《新墨丘利》（Der Neue Merkur）等，并得到了文学圈内读者非常积极的评价，至此，罗伯特·瓦尔泽在文学界初步站稳了脚跟。瓦尔泽的作品受到了罗伯特·穆希尔、库尔特·图霍夫斯基的高度肯定。赫尔曼·黑塞和弗兰茨·卡夫卡将瓦尔泽视为自己最喜爱的作家。
瓦尔泽主要文学创作集中在小品文（Prosastück）上，这些具有散文性质的小品文篇幅都十分小，大多是一些文学速写和感想，大约在1到5页之间，数量达2000多篇，主要适合在报纸的文艺副刊（周末版）和文学杂志上发表。这种微型的小品文自成体系，形式独特，成了瓦尔泽文学创作的特色。

#### 1913-1929
1913年，罗伯特·瓦尔泽回到瑞士。起初，他在姐姐丽莎·瓦尔泽那里落脚，丽莎在比尔附近由贝勒莱修道院（Bellelay）改建的一家精神障碍护理院当教师，在那里，瓦尔泽结识了在护理院当洗衣工的弗利达·梅尔美特（Frieda Mermet），并与她保持了时紧时松的朋友关系，这种朋友关系在瓦尔泽与梅尔美特持久且亲密的私人信件来往中得到印证。这一时期，莱比锡的库尔特·沃尔夫出版社于1913年出版了瓦尔泽的小说散文集《作文集》（Aufsätze）。不久他在故乡比尔的父亲家里短暂停留，旋即于1913年6月迁往比尔的一家名叫“蓝十字”的旅馆，住进旅馆顶楼上的阁楼间，直到1920年，整整住了7年。1914年，瓦尔泽的父亲去世。
第一次世界大战期间，瓦尔泽几次被迫应征入伍。1916年底，瓦尔泽的哥哥恩斯特·瓦尔泽去世，他生前曾患有精神疾病，住进瓦尔道的精神病疗养院。1919年，瓦尔泽的另一个哥哥赫尔曼·瓦尔泽，伯尔尼大学的地理学教授也自杀身亡。此时瓦尔泽因为在德国参加第一次世界大战而与家庭的联系被隔断，他自己也陷入了一种孤独的处境。此外，他当时作为自由作家虽然十分卖力地写作，但仍然陷入经济窘迫的境地。

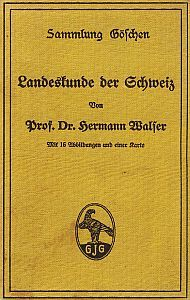
《瑞士文化地理》，赫尔曼·瓦尔泽著，1914年出版。罗伯特·瓦尔泽的哥哥赫尔曼·瓦尔泽为瑞士伯尔尼大学地理学教授。

在比尔期间，瓦尔泽写下了大量的小品文，这些作品主要发表在德国和瑞士的报纸和文学刊物上，其中一部分还印成了作品集得以陆续出版，如1914年在莱比锡库尔特·沃尔夫出版社出版的《故事集》（Geschichten）、1915年（版权页上为1914年）出版的《小诗集》（Kleine Dichtungen）]]；1917年在苏黎世拉歇尔出版社出版的《小品文》（Prosastücke）、《诗人生涯》（Poetenleben，版权页上为1918年）和1920年出版的《湖地》（Seeland, 版权页上为1919）。1914年，瓦尔泽的《小诗集》被妇女联合会授予莱茵兰地区作家奖，这本书的第一版便以妇女联合会的名义出版。《散步》（Der Spaziergang）是一部散文作品，这部作品首先作为单行本1917年在弗劳恩菲尔德的胡贝尔出版社出版，后收入散文集《湖地》，《散步》作为瓦尔泽的散文杰作在1920再次出版时，作者对它做了修改。
罗伯特·瓦尔泽酷爱散步。在比尔时期（1913-1921），他常常做长途徒步漫游，并且喜欢在夜间和在森林里漫游。瓦尔泽这一时期的小品文中常常出现长途跋涉的漫游者，以陌生人的身份穿越陌生地带，并且用漫游者的视角不断去游戏文字、游戏文本，调侃作家和文人。在比尔时期，瓦尔泽的文学作品出现了一种“对新老景观的关注”，这导致他的写作风格发生变化，他更多地转向对大自然和田园风景的描写。
1921年初，瓦尔泽迁居伯尔尼，在那里，他在伯尔尼国家档案馆里获得了一个“助理职员”的职位，但仅4个月的时间。在这一期间，瓦尔泽写了一部名为《台奥道》（Theoder）的长篇小说，这部作品的创作曾获得了瑞士作家协会“作品抵押贷款基金”1500瑞士法郎的贷款，但这部小说轶失，至今没有下落。在伯尔尼期间，瓦尔泽深居简出，常常租用市区内公寓楼里带有家具的房间，很少与人交往，在12年间，他竟然换了16个住址。
早在1917年，罗伯特·瓦尔泽就开始采用一种“两步法”的写作方式进行创作。他先用铅笔撰写文学文本的草稿，然后再用钢笔或者蘸笔将文稿誊写清楚。在伯尔尼时期，瓦尔泽的这种写作风格发展到了极致，直至1924年，他创作了大量所谓的“密码卷帙”式的文稿（Mikrogramme）。这是一种用铅笔书写的，小到几乎无法辨认的文字，瓦尔泽用这种文字书写作品的草稿。他的诗歌、小品文，戏剧片段和长篇小说《强盗》（Der Räuber）文稿均采用这种方式书写。瓦尔泽只将这些文字中的少部分用水笔誊写出来，向出版社和报纸杂志编辑部投稿。在这些文稿中，他集中展现了一种语言游戏、主观臆想和高度抽象的文学风格。瓦尔泽这一时期的大量作品风格千姿百态，有的可以被视为是报纸文艺副刊上的那种反讽散文，有些则像是极度复杂、极具象征意义的碎片拼写。瓦尔泽这一时期的作品既吸收了通俗文学的养分，又保持着高雅文学的矜持。比如瓦尔泽常采用通俗小说的故事情节，但却让人感到极其诡异。他的大部分文学作品虽然都出自这一时期，但却很难得到出版商的青睐。《玫瑰》（Die Rose）是瓦尔泽1925年最后一部得以出版的散文集，他对这部散文集的出版投入了大量心血，所收录的文本也是经他自己亲自挑选的。其他作品大都发表在当时报纸的文艺副刊和文学杂志上，还有大量的手稿没有机会发表，有些甚至轶失了。一部分用铅笔书写的“密码卷帙”于1985年至2000年15年间由伯恩哈德·艾希特（Bernhard Echte）和维尔纳·毛朗（Werner Molang）破译出来，编为6卷本的《来自铅笔领域》出版。在这之前，约亨·格莱文（Jochen Greven）和马丁·于尔根斯已经将《强盗》小说和《菲利克斯》剧本残篇破译出来，并于1972年公开出版。

#### 1929-1956
1929年初，瓦尔泽经历了一段时间的幻觉和恐惧症折磨后，在姐姐丽莎不断劝告下，听从了心理医生的建议，住进了伯尔尼附近的瓦尔道精神病疗养院。在病院的一份病例中有这样的记录：“病人（瓦尔泽）承认，他尚能听从别人的建议。”因此，他的入院并非完全是个人意愿。几星期后，瓦尔泽的病情有所好转。尽管与之前相比，他的写作变得断断续续，但他仍然可以写作，并发表作品，只不过比前几年少了很多。在瓦尔道精神病疗养院，他的写作风格仍然延续着“铅笔手稿方式”，他用铅笔书写的德国花体字极其微小，到瓦尔泽创作晚期，这种微型字母几乎小到不到1毫米。瓦尔泽用这种字体写下的诗歌和散文作品被称为“密码卷帙”，只有需要投稿的文章，他才会用水笔重新誊写和修改。在瓦尔道精神病疗养院时期，除了少量正式发表的和部分誊写清楚的文本之外，遗存下来的铅笔手稿并不多。直到1933年，瓦尔泽在违背自己的意愿情况下被送进原籍比尔附近的赫利萨精神病疗养院（Heil- und Pflegeanstalt Herisau）之后，他才完全放弃了文学写作。这估计与纳粹上台后，瓦尔泽文学作品在德国文学刊物和报纸文艺副刊上发表的渠道逐步消失有关。尽管赫里萨精神病疗养院院长奥托·辛利希森（Otto Hinrichsen）自己也是一名作家，他“给瓦尔泽专门提供了一间写作室，让他可以从事文学创作活动”，但瓦尔泽仍然放弃了写作。他与其他病人一样，平日里从事黏纸袋子、打扫卫生一类的工作。在空余时间，他喜欢阅读一些通俗文学作品。
在赫里萨精神病疗养院期间，瑞士作家和赞助者卡尔·西里奇（Carl Seelig）从1936起就开始定期探望瓦尔泽，并且日后成为了瓦尔泽的监护人。塞里希日后写了一部著名的书，名为《与瓦尔泽一起漫游》（Wangerungen mit Robert Walser），书中记载了他与瓦尔泽在这一时期的许多谈话。由于当时瓦尔泽的文学作品已经逐渐被人遗忘，因此塞里希很早就致力于重新发表瓦尔泽的文学作品。1943年，瓦尔泽的哥哥卡尔去世，1944年，姐姐丽莎去世，卡尔·塞里希获得了对罗伯特·瓦尔泽的监护权。此时罗伯特·瓦尔泽尽管不修边幅，但已经很久不再出现精神病症状，但他仍然多次拒绝离开赫里萨精神病疗养院。
罗伯特·瓦尔泽一生喜欢独自散步。1956年圣诞节，他在一次雪地散步时突然死于心肌梗塞。瓦尔泽倒在雪地上死去的照片让人想起诗人第一部小说《唐纳兄妹》中的诗人塞巴斯提在雪地中死去的情节。

## 文学创作与反响

#### 概况
罗伯特·瓦尔泽的文学作品的艺术特点是一种故意营造的开朗，这却难以掩饰作品中透露出来的某种对于生活和生存的恐惧。瓦尔泽的早期作品在初次阅读后常常会给人一种乖巧和游戏的感觉，但在他率真和淳朴的文字后面蕴含着的却是非常现代、对现代社会生活仔细观察和极高的艺术抽象的文学本质，以及对自我和语言的反思方式。毫无疑问，1960年代中叶以来重新发现和完整编辑发行的瓦尔泽文学作品属于现代主义文学经典。他的语言让人感觉到一种瑞士德语特点，一种高雅和清新，同时，他的作品有一种独特的感知方式，是一种关于文本的实验（Teste über Texte），是一种对不同文学作品的反思和戏仿。瓦尔泽的文学作品是通俗文学和高雅文学的糅合。

#### 创作阶段
瓦尔泽的文学作品很难在文学形态学上定性，因为一方面他所创作的小品文发表在不同地点的不同报刊上，如文学杂志和报纸的文艺副刊等，另一方面，他的作品直到当代还不断被发现，不断被发表。仅2016年，还有手稿文本被发现。如瓦尔泽写给文学杂志《花絮》（Die Ähre）埃米尔·维德姆（Emil Wiedmer）的书信在瑞士索罗图恩中央图书馆被发现。正如《瓦尔泽手册》（Walser Handbuch）中所引用的瓦尔泽自己所说的那句话那样，瓦尔泽的文学作品正是“品类繁多、片鳞碎甲或者七零八碎的自我文本”。正是由于这个原因，瓦尔泽研究界通常把他的作品放在四个创作阶段进行考察，这四个阶段也主要根据作者不同生活地点来确定。
第一阶段（1898-1905）：以青年风格和唯美主义为特点的早期阶段；
第二阶段（1905-1913）：以现实主义为特征的柏林时期，这一时期的作品主要以长篇小说为主；
第三阶段（1913-1920）：以家乡艺术（Heimatkunst）和瑞士主题为主的比尔时期；
第四阶段（1921-1933）：以抽象作品和朦胧诗歌、小品文和戏剧片段为特色的伯尔尼时期，这一时期作品从数量上看也是最多的。1933年以后直至1956年去世，瓦尔泽在进入赫里萨精神病疗养院之后便停止文学创作，仅在1949年前他还偶尔写几封书信，之后便彻底放弃写字。

##### 早期阶段（1898-1905）
从1898年起，伯尔尼《联盟日报》周日文艺副刊上就开始发表罗伯特·瓦尔泽的诗作，1902年3月至1903年8月，瓦尔泽日后出版的散文集《弗里茨·考赫作文集》（Fritz Kocher´s Aufsätze）中的大部分文稿在《联盟日报》周末版上刊出。《联盟日报》周日文艺副刊编辑约瑟夫·韦德曼在编者按上写道：瓦尔泽的文学“就像嫩芽初绽、纯真无邪，同时不乏细腻……”。从1899年起，瓦尔泽就开始在文学杂志《岛屿》上发表诗歌、小品文和早期的戏剧作品。瓦尔泽在早期阶段唯一发表的书是1904年由岛屿出版社出版的《弗里茨·考赫作文集》，这看上去似乎瓦尔泽在这一时期作品不多，其实不然，瓦尔泽在早期阶段创作欲望非常强烈，也创作了不少作品。他在这一时期写了大量诗歌，目前流传下来的有80首，此外还有许多戏剧作品和小品文。瓦尔泽在柏林时期出版的集子里收录了他许多早期诗歌，如在《小诗集》（1909）40首诗中的大部分创作于1898年至1900年间，并发表在伯尔尼《联盟日报》周日副刊、文艺周刊《自由谈》（Freistatt）和文学杂志《宝石》（Opale）上，这部诗集还配有卡尔·瓦尔泽的16幅蚀刻作品。这些作品只不过在柏林时期才得以成书出版。另外，1919年出版的《喜剧》（Komödie）的生成也可以追溯到1900年前后，瓦尔泽1903年就计划出版他的戏剧作品，这点从他的遗稿中，特别是他给出版社的书信中可以得到印证。按照瓦尔泽的计划，《弗里茨·考赫作文集》只是岛屿出版社三卷本中的第一部，即散文集，其他两本应该是戏剧集和诗歌集。他1905年1月16日在给岛屿出版社的信中写道：
“我完全不想从我这方面（给您）施加任何压力，我只是想在这里非常恭敬地问您一声，您是否还记得该开始印第二部书了，也就是出版戏剧集的这件事，《小男孩》、《诗人》和《灰姑娘》应该先收进这部书中，这些作品都将在岛屿出版社出版。弗兰茨·布莱在给我的信中称，他希望《诗集》也马上能出来。书出了后，他会在维也纳的《时代报》上写一篇长文来加以评论。”
尽管评论界对瓦尔泽的第一部散文集《弗里茨·考赫作文集》充满善意，但书仍然没有什么销路，“这部书在1910年就已经降价，不久就当廉价书处理了。”剩下的出版计划也就付之东流了。
罗伯特·瓦尔泽的早期作品《池塘》也是在这一创作旺盛时期完成的，这部小品直到1966年麦希勒（Robert Mächler）在出版瓦尔泽传记时部分节录才得以发表。1972年这部作品又全文收入约亨·格莱文编撰的12卷本的瓦尔泽全集。《池塘》是瓦尔泽唯一一部完全用口语写作的作品，伯恩哈特·艾希特将这部作品的出版年代确定为1902年。瓦尔泽的早期作品既有诗歌，也有散文，他的散文作品主要是小品文，大多发表在报纸的文艺副刊上，以此达到挣钱养活自己的目的。这一创作动机一直延续到他以创作小说为主的柏林时期。瓦尔泽的诗歌创作主要分布在三个阶段，早期阶段（1898-1905），比尔阶段的后期（约1924-1931）以及伯尔尼阶段（约1924-1931）：
| 在办公室 月亮探身进来，朝我们眨眼， 它看着我这个可怜的小职员 在老板的严厉眼光下， 蝼蚁贪生。 我尴尬地挠挠脖子， 白天充满生机的阳光， 与我从未谋面。 过错是我的命； 在老板的眼光下 还得挠挠脖子。 月亮是黑夜的伤口， 鲜血滴滴竟是满天星星。 是否，我也无缘那朵幸福之花 为此，我变得谦卑。 月亮是黑夜的伤口。 （1897/1898） （范捷平译） | Im Bureau Der Mond blickt zu uns hinein, er sieht mich als armen Kommis schmachten unter dem strengen Blick meines Prinzipals. Ich kratze verlegen am Hals, Dauernden Lebenssonnenschein kannte ich noch nie. Mangel ist mein Geschick; kratzen zu müssen am Hals unter dem Blick des Prinzipals. Der Mond ist die Wunde der Nacht, Blutstropfen sind alle Sterne. Ob ich dem blühenden Glück auch ferne, ich bin dafür bescheiden gemacht. Der Mond ist die Wunder der Nacht. (1897/98) |
| --- | --- |

仅看这首诗的最后一行就可以看到，作者貌似采用了德国浪漫派的陈词滥调，或者采用了那个年代流行的所谓“新浪漫派”（Neuromantik）手法，而在第一句诗中，作者似乎用一种非常业余的方式来表达平庸的日常生活场景。但瓦尔泽在这首诗里，如同其他早期作品一样，十分成功的一点是，他创造了一种自下朝上（von unten）的叙述视角，即把小职员、文秘和写字员族类（Kommis）与无聊和枯燥的叙述视角和文学模式结合在一起，并将它们置入一种对比关系之中，以期达到新的文学境界。文学批评界一致认为，瓦尔泽的早期作品可以视为开了当时以文秘办公室为主题全新的职员文学（Angestelltenliteratur）的先河。这在《弗里茨·考赫作文集》收集的小品文中同样可以看出。在这部散文集中，几乎所有的主题都是从学生写作文的视角出发，模仿或戏仿经典作家，用一种对形式美近乎奴仆式的恭敬，以一种几乎察觉不出的反讽口吻，叙述个人经历，他写道：“描写大自然谈何容易，对一个低年级的学生来说，更加困难。写人则容易多了，每个人都有个性。而大自然总是那么朦胧，那么细腻，那么难以把握，那么无边无际。尽管如此，我还是尝试去描写它，我喜欢跟困难的事情打交道。我不知道在什么地方听到过这么一句话：没有什么是不可能的。”（《大自然》Die Natur 1902）。在这里可以看出瓦尔泽贯穿整个文学创作的风格：谦虚加谦卑。瓦尔泽固执地坚持这一风格，以致于他越是谦卑，最终导致其反面。

##### 柏林时期（1905-1913）

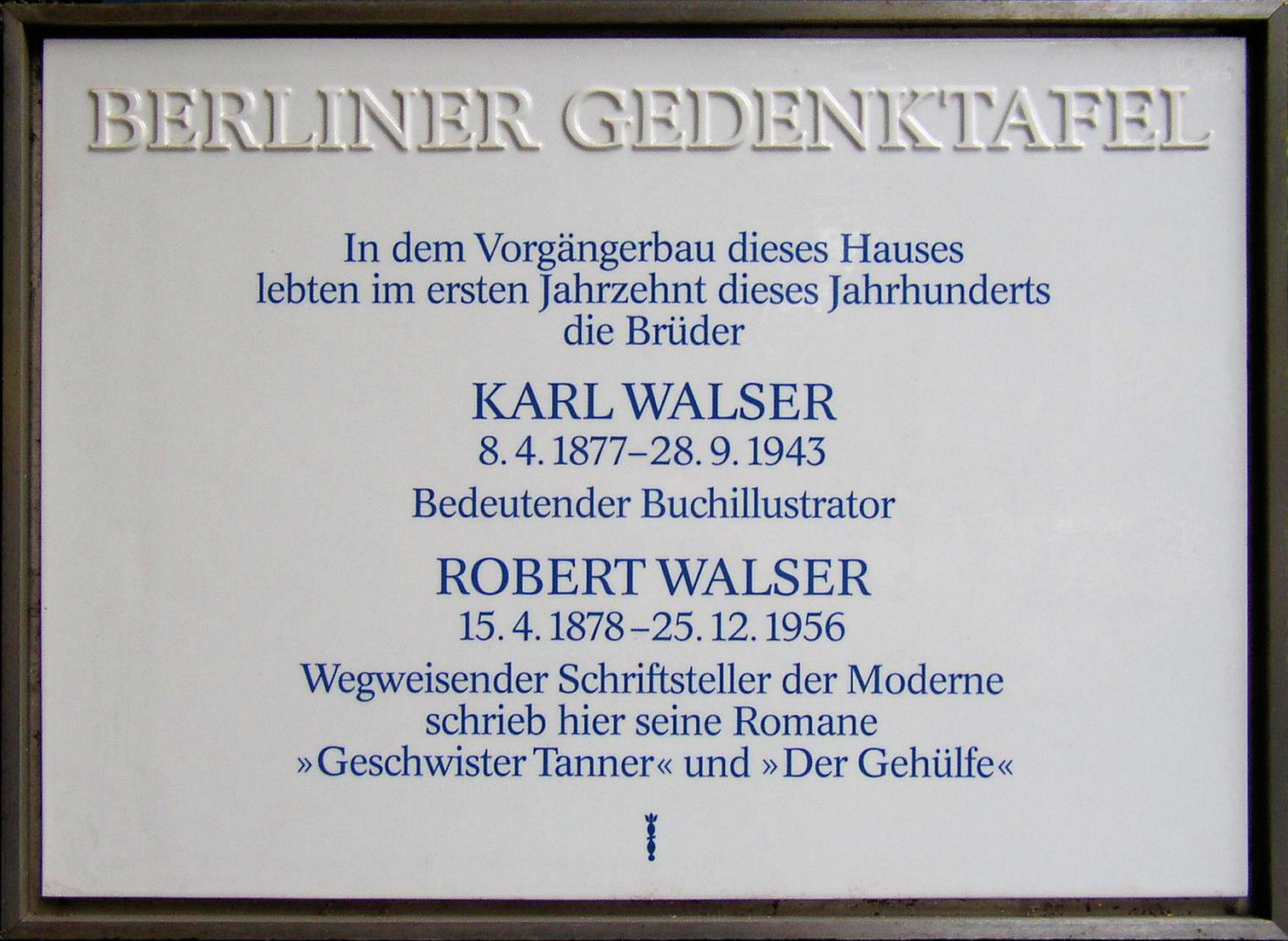
柏林夏洛滕堡地区的瓦尔泽兄弟故居纪念牌

罗伯特·瓦尔泽在柏林时期不仅创作了《唐纳兄妹》、《帮手》和《雅考伯·冯·贡腾》三部长篇小说，而且还写了无数小品文，这些小品文大多发表在大报纸和著名的文学刊物上，这些作品用小人物和小市民闲逛者的仰视方式，表现了威廉时期柏林大都市的景观：“当一个人嘴巴刚刚塞满的时候，他的眼睛正瞅着另一个刚刚把食物塞进嘴巴的人。自从我来到柏林之后，我就改掉了寻找微笑的习惯。”（参见瓦尔泽小品文《阿欣格尔啤酒馆》1908）。
这种所谓“现实主义”表现手法在《帮手》中尤为突出，而在小说如《雅考伯·冯·贡腾》中，这种“现实世界”蜕变成令人无法把握和理解的巨大怪物，但却没有一丝一毫的浪漫主义和童话的色彩。这个巨大的怪物则是由人们耳熟能详的日常生活琐事建构而成的，但却恰恰因为如此而变成一个个难解的谜团。弗兰茨·卡夫卡的早期作品也有同样的功能，这样看来，卡夫卡特别喜欢瓦尔泽这个时期的作品也就不难理解了。

##### 比尔时期（1913-1921）
1913年，瓦尔泽徒步漫游回到瑞士。这次从柏林返迁瑞士定居也意味着瓦尔泽告别社会生活，告别文学圈。从此开始，瓦尔泽基本上过着深居简出的生活，他与外界的联系变得极少。瓦尔泽写作的动机和题材主要来自他在大自然中间的散步，居住地的改变也反映在他作品的内容和风格上，他不再关注大城市题材，而是转向描述田野风光，即便是自然主题方面的写作也常常被他个人生活危机而中断。瓦尔泽在回到故乡比尔的前几年里，他的作品中集中表现了比尔这座不知名的故乡小城里的宁静和安逸，与他柏林时期所描述大城市里的躁动、不安、神经质形成了了鲜明的对比。他在《晚间散步》中写道：
“这里的泥土很特别，如此黝黑，一幢幢的白墙房子则特别醒目，在安宁中矗立。那绿得可爱的木窗帘在风中摇曳，发出熟悉的声音，令人心旷神怡。远远近近，三两个男人女人，带着孩子，身着星期天正装，孩子们在那清新、湿润、柔软的草地路上玩耍着春天的游戏，温暖的天空中拂煦着暖洋洋的空气。高墙上的四季绿攀援植物，高墙和山岩都在述说着自己最青春的语言，这现实世界好像突然一下子变得年轻了。一切都那么美好、那么轻松、那么和熙、那么温柔。我带着一丝忧虑，默默无声地散步，我不断地四周察看，生怕漏掉一点一滴美好的东西。”
从出版数量上看，瓦尔泽比尔时期的创作无疑算是相对成功的。1917年，他发表了著名的中篇小说《散步》（Der Spaziergang），此外他还发表了其他一些散文集，其中主要收录了散见于20多家报刊和杂志上（如《联盟日报》、《新苏黎世日报》等）已经发表了的小品文。只有散文集《小品文》收录了之前从未发表过的作品。《散步》是一部中篇小说，也有人把它归类于散文，这部作品最早作为第9部独立作品由胡贝尔出版社（Huber Verlag）在瑞士小说家系列丛书（Schweizerische Erzähler）出版。1919年，瓦尔泽在出版散文集《湖地》（Seeland）时又对这部作品做了比较大的修改，他的这次修改已经开始采用“铅笔方式”，从此以后，他的创作手稿均可称为用铅笔书写的“密码卷帙”。这一时期，瓦尔泽的文集《作文集》（1913）、《故事集》（1914）、《小诗集》（1915）在莱比锡的库特·沃尔夫出版社出版；《小品文》（1917）在苏黎世的拉舍尔出版社出版；《小散文》（1917，版权页为1918）、《诗人生涯》（1917，版权页为1918）、《湖地》（1920，版权页标注1919）在伯尔尼的亚历山大·弗兰克出版社出版；早期作品《喜剧》（1919）在柏林的布鲁诺·卡西尔出版社出版。

##### 伯尔尼期间（1921-1933）
罗伯特·瓦尔泽1921年1月离开比尔前往伯尔尼定居，从3月1日开始，瓦尔泽在国家档案馆工作，住在姆瑞菲尔德路14号（Murifeldweg 14）。然而这份新差事只维持了4个月，故世的哥哥赫尔曼5000法郎的遗赠暂时缓解了瓦尔泽的担忧。11月瓦尔泽完成了长篇小说《台奥道》（Theodor）的创作。这部作品获得了瑞士作家协会“作品抵押贷款基金”2500法郎的贷款支持。但是这部作品最终却未能出版，仅1923年在文学刊物《知识与生活》上以《台奥道：选自一部小说》为标题刊出部分章节。这部小说的原稿迄今为止仍然失落。根据《罗伯特·瓦尔泽手册》记载，这部小说轶稿从青年诗人台奥道的第一人称叙述视角出发，讲述诗人在油画沙龙任职和他与一个有夫之妇的爱情故事。这部自传体小说可能是瓦尔泽对柏林时期经历的回忆。
1925年，瓦尔泽的散文集《玫瑰集》（Die Rose）由让·保尔-弗朗克图尔出版社出版，这本书的装帧十分简练，但不乏高雅，封面由瓦尔泽的画家哥哥卡尔设计。这部散文集的诞生可以追溯到作家和翻译弗朗兹·赫塞尔。黑塞尔1907年在柏林认识了瓦尔泽，1923年黑塞尔在罗沃尔特出版社当编辑，他联系瓦尔泽，邀请他参加著名文学刊物《诗与散文》（Vers und Prosa）的写作，参加写作的还有弗兰茨·布莱、罗伯特·穆希尔、瓦尔特·本雅明等。1924年，瓦尔泽在《诗与散文》上共发表了11篇小品文，这些文章和其他原创文本均被收入《玫瑰集》。
瓦尔泽的《强盗》小说遗稿大约产生在1925年7、8月前后，这部小说“是一部内心的自传，这部小说的大部分内容也能够被视为是由（作家）实际经历的事件组成的。（小说中的）事件发生地点和人物……在很大程度上都是现实的，而非虚构或想象的，……重要的是作家与这些事件和地点密切相关的心灵和心理经历，只不过是表面的现实和外部真实被抽象化了，部分被解构了……”。1925年4月至同年8月，瓦尔泽居住在伯尔尼的“公正巷”（Gerechtigkeitsgasse）29号，在这5个月里，瓦尔泽写了两部作品《菲利克斯—场景》和《强盗》。在《来自铅笔领域》里，瓦尔泽曾经对那里的居住情况做出了描写，那是他很少租住过的大房间，但不久就“在阳光最灿烂的某一天，被一个丰腴得像梨子那样的女人，用丰腴的价格租走了，我被孤苦伶仃地扔到了伯尔尼最漂亮的大街上”。
这部小说写在二十四张稿纸（“密码卷帙”第488号）上，科索杜出版社1972年出版的第一版，以及苏尔坎普出版社（Suhrkamp Verlag）1976年出版的口袋版排版为191页，手稿的每张稿子上都密密麻麻地用铅笔写满了难以辨认的德语花体字，字母大小在1毫米左右，日后在约亨·格莱文解读以及伯恩哈特·埃希特和维尔纳·毛郎的修订下出版。这部小说既没有书名也没有章节，更没有章节名，整个文本以段落为单位，从小说的艺术性来看显得流畅和成熟，就连瓦尔泽的铅笔书法也显得流畅，堪称一件珍贵的艺术品。
由于瓦尔泽书信以及其他遗稿中没有提及过这部小说，日后研究也证明，这一时期瓦尔泽的发表物越来越少，他几乎已经不再指望读者喜欢他的作品。他本人并没有明确表示过出版《强盗》小说的意图，因此这部小说只是一个草稿，也没有书名，“强盗”的书名也是出版者约亨·格莱文加上去的。所谓的“强盗”这个称谓源自作者本人年轻时对于演出席勒戏剧《强盗》的向往，这点在小说中讲述卡尔·瓦尔泽给弟弟罗伯特·瓦尔泽绘制的水彩画情节中得到印证。
《强盗》小说讲述的实际上是一个游手好闲、无所事事的落魄作家以及他与一群女人的经历。这个“强盗”就是创作主体和叙述主体融合在一起的作家瓦尔泽，是神经官能症、幻觉症和受虐症患者的自述。由于创作失败和被社会视为无能，“强盗”生活在社会边缘，被世人鄙视和嘲笑，或者说叙述者对这个人物进行嘲笑，研究者大多认为这种嘲笑实际是自嘲，因而也表明了小说具有最鲜明的“浪漫主义反讽”特色。
“小说全知型叙述者（但常常以第一人称和第三人称叙述者的混杂视角出现）似乎是‘强盗’这个人物所雇佣的一个作家，而所讲述的故事却几乎不存在，小说内容大多是叙述主体对生活中所发生的不同事件做出的内心反思”。日常生活事件的衍生物成了小说的真正内容。在《强盗》小说残篇中，叙述主体在叙述对象面前不断地表白和反思自身，反思自己的叙述视角，这使得叙述对象与叙述主体之间的界限变得十分模糊。一方面“强盗”自称自己都不认识自己，另一方面却让人明显地察觉到，叙述主体所有对强盗的描述都是在描述其自身；一方面，叙述主体将强盗视为一个陌生人加以描述，另一方面强盗的履历都是叙述主体的经历；一方面文本显得毫无结构和毫无目的，另一方面却让人明显地感觉到叙述主体与叙述对象的关系具有极大的艺术设计理性，就像小说中叙述主体采用“此地无银三百两”的手法所透露的那样：“我时时刻刻得当心，千万不要把自己当成他（强盗）了，我不想跟他有任何相同之处”。
马丁·于尔根斯在小说《后记》里写道：“尝试这种关系的前提在于通过‘强盗’这个角色来实现遭到灭顶之灾威胁的艺术家的主体性，只有通过这一主体性在‘强盗’身上的客体化，方才能够保证自身与社会发生矛盾冲突并且遭受失败的美学存在不受威胁，而瓦尔泽的方法是在叙述的过程中将这种矛盾和冲突予以扬弃”。“强盗”是瓦尔泽塑造的涉及自身的“典型”文学人物，他既是仆人，又是诗人，既是散步者，又是都市流浪汉。在这个强盗身上基本上凝聚了他笔下所有人物的基本特征：一种没有存在价值的物化主体，但它却以物“自在”和“自为”的形式体现着其自身价值。
《菲利克斯—场景》（Felix-Szenen）是瓦尔泽在伯尔尼时期的另一部重要作品。这部作品由24个内心独白、书信和戏剧场景片段组成，各自独立，但又可作为系列文本阅读，它具有“马赛克”结构，分别用铅笔密写在11张21.5x13cm大小的稿纸上，瓦尔泽又将稿纸一分为二，将文本写在上面。作品内容主要是一个名为菲利克斯的个性男孩与父母家人和朋友的故事。《菲利克斯—场景》由约亨·格莱文于1960年代解读出来并出版。
《日记残篇》（Tagebuch-Fragment）的生成背景以及写作动机均未能得到确认，瓦尔泽在遗稿以及书信中也未提及这部文稿。估计文稿约于1926年前后生成，文本也是用铅笔密写方式写就，纸张为日历纸，其中8个片段仅写在2张日历纸的空白处（“密码卷帙”第308、305号），可以确认的有一点，瓦尔泽曾企图发表这部作品，因为瓦尔泽将铅笔文稿进行了水笔誊写，文稿经誊写后共53页。尽管如此，但研究界迄今未发现瓦尔泽与外界或出版社做过出版该作品任何努力的痕迹。《日记残篇》主要内容为第一人称叙述者在散步中不断反思自我、生活和作家的写作，其中不乏对瓦尔泽本人写作和作品的反思。这部作品的作者誊写本经约亨·格莱文编辑后于1967年问世。1996年，《日记残篇》（即“密码卷帙”第308、305号）经伯恩哈德·艾希特解读后出版。
罗伯特·瓦尔泽在伯尔尼时期还创作了大量的小品文和诗歌作品，但这些作品绝大多数在瓦尔泽生前未曾发表。

### 文学反响

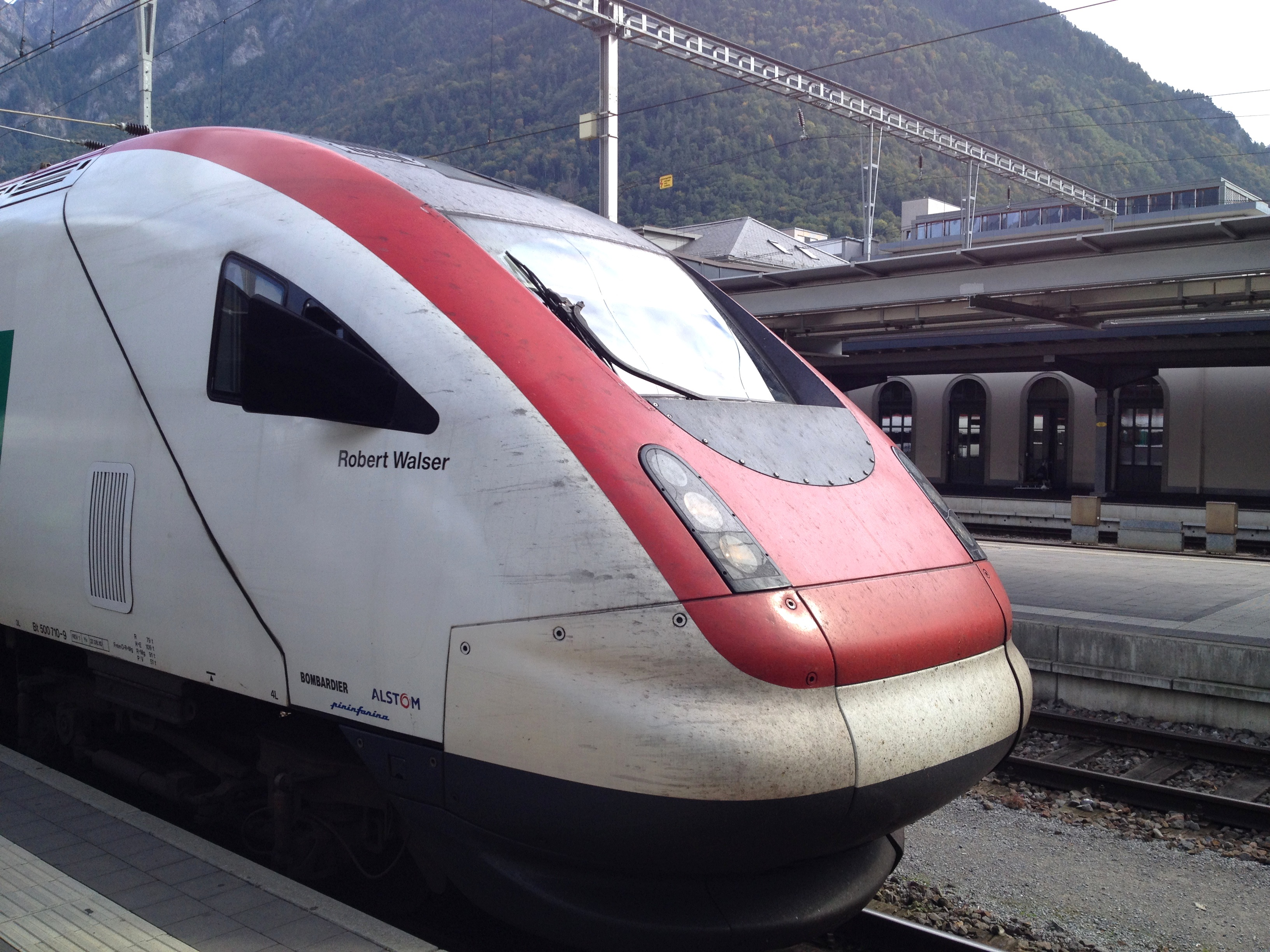
瑞士国家铁道“罗伯特·瓦尔泽号列车“

罗伯特·瓦尔泽除了早年曾与文学刊物《岛屿》的一群作家有过较为密切的交往之外不属于任何艺术团体和文学流派，他是独立作家，后期主要是报纸文艺副刊作家。1930年代，瓦尔泽的名字在德国迅速被遗忘，卡尔·塞里希编辑的瓦尔泽作品尽管在瑞士出版，但几乎也没有产生大的影响。
尽管克里斯蒂安·莫根施特恩、罗伯特·穆希尔、库特·图霍尔斯基、瓦尔特·本雅明、赫尔曼·黑塞等都非常推崇瓦尔泽，但直至上世纪60/70年代，在约亨·格莱文、沃特·赫莱勒等学者的努力下，瓦尔泽才在德语文学界被重新发现、重新研究。瓦尔泽的文学作品以及他的遗稿被整理成全集、编辑成各种版本，包括学术版并得以出版。瓦尔泽的文学作品影响了一大批现当代作家如马丁·瓦尔泽、彼得·毕克瑟、罗尔·沃尔夫（Ror Wolf）、彼得·汉德克、埃尔弗里德·耶利内克（Elfried e Jelinek）、W. G. 塞巴尔德（W. G. Sebald）、马克斯·高尔特（Max Goldt）等。
2003年，瑞士著名版画家凯蒂·班德（Käthi Bhend）根据瓦尔泽的小品文《灯、纸和手套》中的片段《一个没有感觉的人》（Einer, der nichts merkte）创作了连环画册，这些画被苏尔坎普出版社（Suhrkamp Verlag）收入瓦尔泽的单行本《散步》。
1967年，瓦尔泽的妹妹芬妮·黑戈-瓦尔泽（Fanny Hegi-Walser）将由其保管的瓦尔泽手稿捐赠给了1966年艾利欧·福勒利希博士（Dr. Elio Fröhlich）创立的卡尔·塞里希基金会（Carl Seelig-Stiftung），前提是所有的瓦尔泽遗稿及文献资料将由专门为此成立的罗伯特·瓦尔泽档案馆（Robert Walser-Archiv）保管、维护并且向公众开放。1973年，该基金会下属的罗伯特·瓦尔泽档案馆正式成立。1996年，卡尔·塞里希基金会发起成立罗伯特·瓦尔泽协会（Robert Walser-Gesellschaft），2004年，卡尔·塞里希基金会更名为“苏黎世—罗伯特·瓦尔泽基金会”，2009年改名为“伯尔尼—罗伯特·瓦尔泽基金会”。同年，基金会出于财政管理等原因迁往伯尔尼，并在伯尔尼成立“罗伯特·瓦尔泽中心”。这些机构的任务是，收藏、保护、管理并推广罗伯特·瓦尔泽以及瓦尔泽的朋友卡尔·塞里希等的文学作品、文献资料，向公众开放，并提供科学研究服务。罗伯特·瓦尔泽档案馆位于罗伯特·瓦尔泽中心内，中心拥有一座图书馆，馆藏瓦尔泽的全部作品，包括瓦尔泽的所有其他文献资料。瓦尔泽中心还定期举办各种与瓦尔泽主题相关的展览活动。
1978年，在瓦尔泽的故乡比尔成立了比尔罗伯特·瓦尔泽基金会，罗伯特·瓦尔泽文学奖（Robert Walser-Preis）由该基金会颁发。

## 获奖
1914：德国妇女联合会莱茵兰地区作家奖

#### 网络资源
- Wikiquote: Robert Walser – Zitate
- Commons: Robert Walser （页面存档备份，存于） – Sammlung von Bildern, Videos und Audiodateien
- Publikationen von und über Robert Walser im Katalog Helveticat der Schweizerischen Nationalbibliothek
- Nachlass von Robert Walser in der Archivdatenbank HelveticArchives der Schweizerischen Nationalbibliothek
- Lucas Marco Gisi: Walser, obert. In: Historisches Lexikon der Schweiz.
- Literatur von und über Robert Walser im Katalog der Deutschen Nationalbibliothek
- Werke von und über Robert Walser in der Deutschen Digitalen Bibliothek
- Werke von Robert Walser im Project Gutenberg
- Robert Walser-Zentrum nebst Katalog der Robert Walser-Bibliothek
- Kritische Robert Walser-Ausgabe (erarbeitet an den Universitäten Zürich und Basel).
- Robert Walser (Memento vom 16. April 2016 im Internet Archive). Kommentierte Linksammlung der Universitätsbibliothek der Freien Universität Berlin.
- Leben und literarisches Werk von Robert Walser auf xlibris.de.
- Ansgar Fabri, Burkhart Brückner: Biographie von Robert Otto Walser. In: Biographisches Archiv der Psychiatrie.
- Hörspiel: Sebald I: Le promeneur solitaire. Zur Erinnerung an Robert Walser. Gelesen von Markus Boysen mit Hans-Joachim Lenger. agoRadio, 14. April 2017
- 范捷平：命运如雪的诗人——罗伯特·瓦尔泽（代序）www.zgshige.com/c/2016-10-24/1965867.shtml